# Кордел
Кордел (фр. Cordelle) насеље је и општина у источној Француској у региону Рона-Алпи, у департману Лоара која припада префектури Роан.
По подацима из 2011. године у општини је живело 888 становника, а густина насељености је износила 33,33 становника/km². Општина се простире на површини од 26,64 km². Налази се на средњој надморској висини од 485 метара (максималној 556 m, а минималној 280 m).

## Демографија
| 1962. | 1968. | 1975. | 1982. | 1990. | 1999. | 2011. |
| ----- | ----- | ----- | ----- | ----- | ----- | ----- |
| 586   | 625   | 670   | 702   | 749   | 779   | 888   |

График промене броја становника у току последњих година